# 弗格森島
弗格森島是巴布亞新幾內亞米爾恩灣省的島嶼，是當特爾卡斯托群島中最大的島嶼，面積1,437平方公里，島上有3個大型火山，最高點是北部高度海拔2,073的死火山，人口13,000。